# اس‌اس لیوپالدویل (۱۹۲۹)
اس‌اس لیوپالدویل (۱۹۲۹) (به انگلیسی: SS Leopoldville (1929)) یک زیردریایی بود که طول آن ۵۰۱ فوت ۶ اینچ (۱۵۲٫۸۶ متر) بود. این زیردریایی در سال ۱۹۲۹ ساخته شد.